# NTFS-3G
NTFS-3G – sterownik do obsługi NTFS, przeznaczony dla systemów Linux, OS X, FreeBSD, BeOS, Haiku i MorphOS, udostępniany nieodpłatnie na zasadach licencji GNU General Public License. NTFS-3G montuje partycje z systemem plików NTFS, używając do tego podsystemu FUSE.
W przeciwieństwie do standardowego sterownika, w który wyposażone jest jądro systemów Linux, NTFS-3G posiada niewielkie ograniczenia, jeśli chodzi o zapisywanie plików: jest możliwe tworzenie, usuwanie, zmiana nazwy, przenoszenie i modyfikowanie plików dowolnej wielkości, w najnowszej wersji można zmieniać ich prawa dostępu (mapowanie NT na UID/GID). Obecnie (2014) sterownik dołączany jest standardowo do wielu popularnych dystrybucji Linuksa, często występuje też w ich oficjalnych repozytoriach. Najnowszą wersją sterownika jest 2017.3.23 z 28 marca 2017 r.